# Comignolo eolico

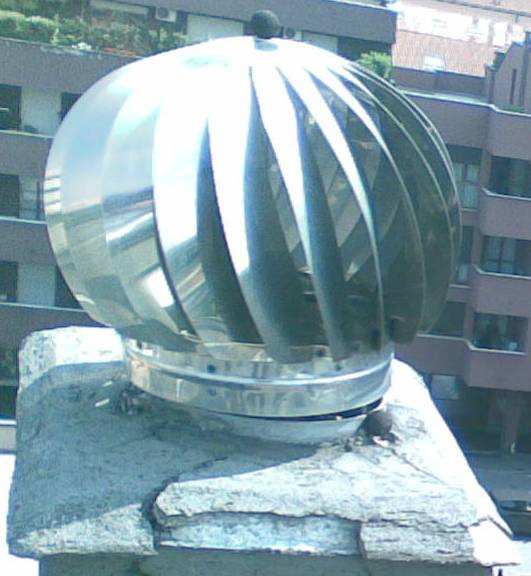
Un comignolo eolico

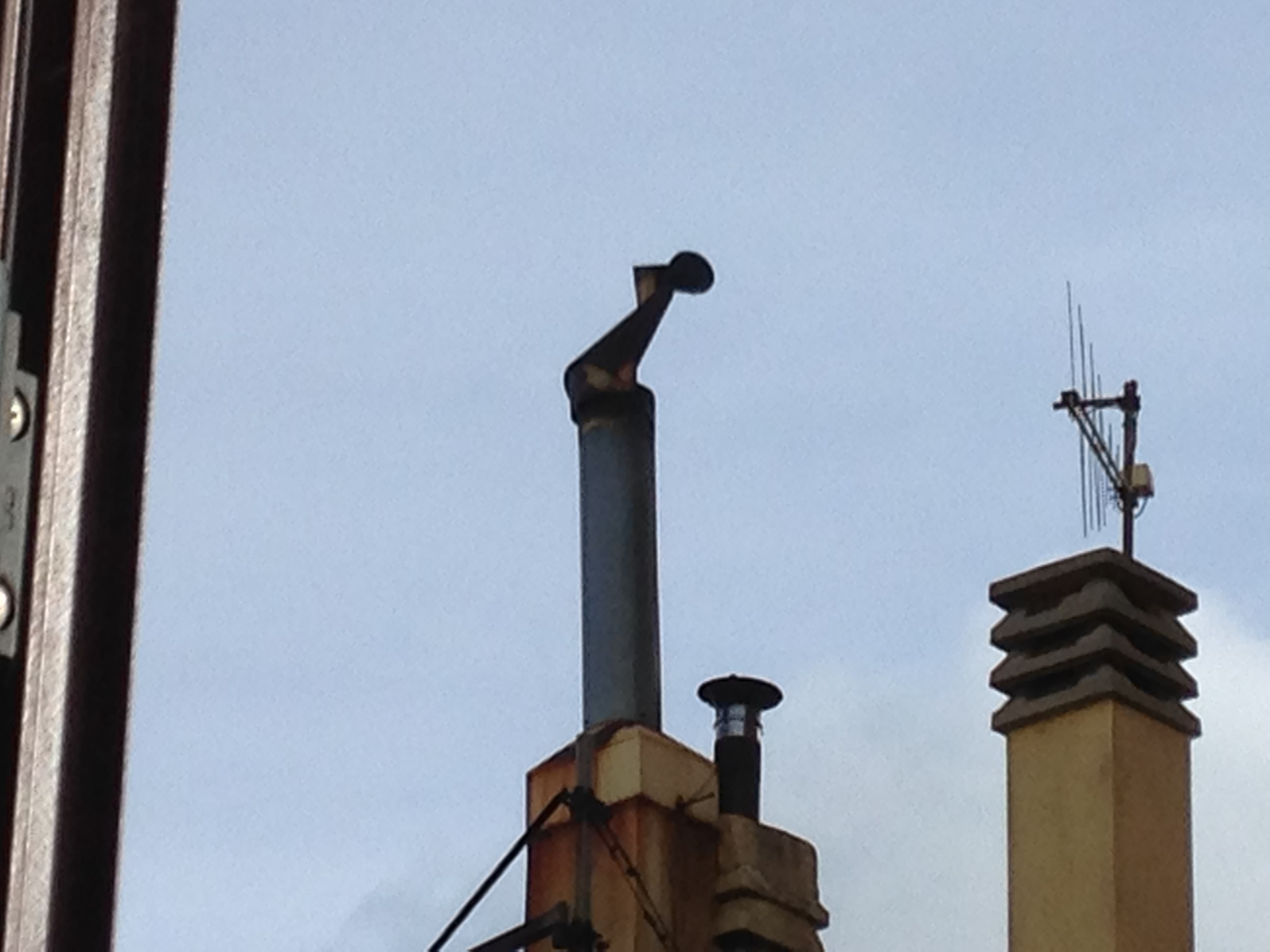
Un cappello eolico

Il comignolo eolico (chiamato più comunemente tirafumo) è un sistema di ventilazione dotato di un'elica che viene fatta girare al passaggio del vento. Inoltre, evita (o comunque limita) l’ingresso di acqua in caso di pioggia. Viene installato sui comignoli.

## Funzionamento
L'elica gira per effetto del vento, creando un risucchio del fumo proveniente dal camino che, passando per la canna fumaria, viene espulso all'esterno tramite questo incrementandone il tiraggio. Il cappello eolico ha lo stesso funzionamento, ma cambia la forma.

## Vantaggi e svantaggi

### Vantaggi
Il vantaggio principale è che rispetto ai comignoli tradizionali, l'elica gira per effetto del vento, garantendo una maggiore tirata, evitando di disperdere il fumo nell'ambiente interno (es: dentro casa), in quanto può creare problemi alla salute.

### Svantaggi
Lo svantaggio principale è che se non c'è vento l'elica non gira e il fumo sale lentamente o potrebbe disperdersi nell'ambiente, creando problemi di salute, perciò la tirata è minore. Inoltre se il vento è troppo forte, potrebbe danneggiare o staccare l'elica.